# Tyrone Corbin
Tyrone Kennedy Corbin (nacido el 31 de diciembre de 1961 en Columbia, Carolina del Sur, Estados Unidos) es un entrenador y exjugador de baloncesto estadounidense que jugó en la NBA como alero desde 1985 hasta el año 2000 para San Antonio Spurs, Cleveland Cavaliers, Phoenix Suns, Minnesota Timberwolves, Utah Jazz, Atlanta Hawks, Miami Heat, Sacramento Kings y Toronto Raptors. 
Antes de su carrera como profesional, jugó en la Universidad DePaul desde 1981 a 1985. Su apodo "The Milkman" fue en parte debido al tiempo que estuvo jugando con Karl Malone mientras estaba en Utah. Karl era conocido como Mailman (El cartero). Tyrone hizo algunos anuncios en los cuales dejaba leche en su bigote. Después de retirarse, ha ejercido de entrenador asistente y principal en diversos equipos de la NBA. Su primera oportunidad como entrenador principal fue en Utah Jazz tras la renuncia del mítico Jerry Sloan, siendo destituido al final de la temporada 2013-2014. Para la temporada 2014-2015 es contratado como técnico asistente de Mike Malone en Sacramento Kings, recogiendo el testigo de este cuando es despedido por la dirigencia del equipo. Duraría poco en este cargo, pues en el mes de febrero del 2015 los Kings anuncian la contratación de George Karl, la cual implica el cese en la actividad de Corbin.